# Acio de Bolonia

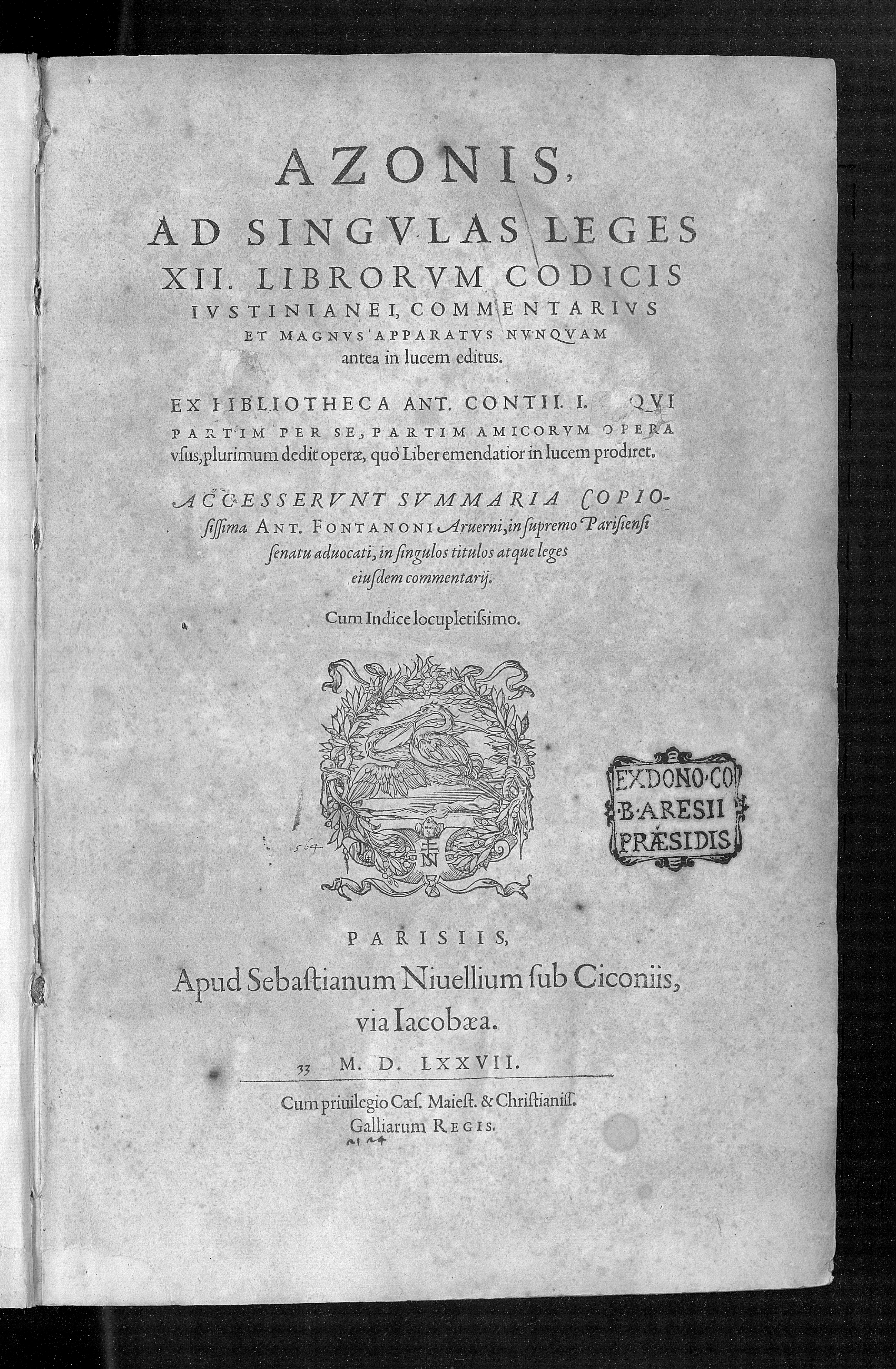
Ad singulas leges XII librorum Codicis Iustinianei commentarius, 1577

Acio de Bolonia, también llamado Azo, Azzo, Azzone, Azolenus o Azolino (fl 1150-1230) fue un influyente jurista italiano y un miembro de la escuela jurídica de los llamados glosadores. Nació alrededor del año 1150 en Bolonia, donde estudió con Juan Basiano y se convirtió en profesor de Derecho Civil en Bolonia. Se le ha glosado con el nombre de Azo Soldanus, por el apellido de su padre, o también Acio Porcio (Azzone dei Porci), para distinguirlo de otros famosos italianos posteriores, también llamados Azzo o Azzone. Murió alrededor del año 1250.
Acio escribió glosas en todas las partes del Corpus Juris Civilis, recopilado en el Imperio Bizantino por el emperador Justiniano I. Su obra más influyente es la Summa Codicis, un comentario de la ley civil organizada de acuerdo al orden establecido en el Código de Justiniano. La Summa Codicis y Aparato ad codicim, recogido por su alumno, Alejandro de San Egidio, y enmendada por Hugolino y Odofredo, formó una exposición metódica de derecho romano. La Summa Codicis es uno de los pocos textos jurídicos medievales en latín que fue traducida desde el principio al francés antiguo.
Las obras de Acio gozaron de gran autoridad entre generaciones de abogados europeos, de tal manera que se decía "Chi non ha Azzo, non vada al palazzo", que podría traducirse: "Quién no tenga a Acio, no vaya a palacio", es decir, que si no tienes de tu parte a Accio, no vayas a los tribunales de justicia ni como demandante ni como juez o doctor en leyes. En el campo de las glosas, la contribución de Acio fue muy importante: en la sistematización de las glosas alrededor del Corpus Juris Civilis, realizada por él y continuada y completada por su pupilo Acursio, este enumera en el haber de su maestro Acio unas 97.000 glosas. Estas glosas terminaron formando parte integrante de los libros legales y como texto de enseñanza (y posiblemente más) fueron una fuente de derecho durante siglos; tanto es así que se publican regularmente y conjuntamente en todas las viejas ediciones del Corpus Juris Civilis. Estas Glossa Magna fueron comenzadas por Acio en su juventud, y más tarde fueron completadas por Acursio hacia 1228.